# Panhandle settentrionale della Virginia Occidentale

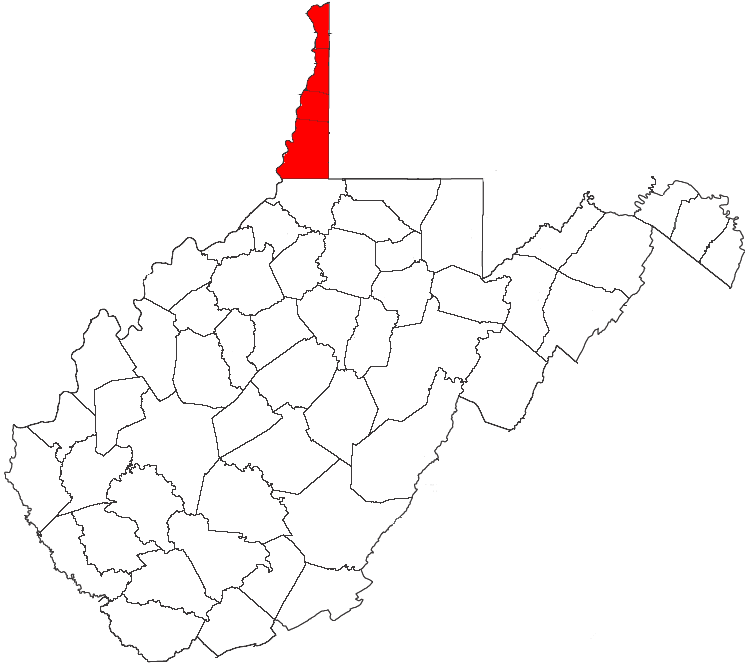
Panhandle settentrionale

Il panhandle settentrionale è uno dei due salienti dello stato della Virginia Occidentale. Si tratta di un'area culturalmente e geograficamente distinta dal resto dello stato, in quanto si tratta dell'estensione più settentrionale dello stato, confinante con l'Ohio e il fiume Ohio a nord ed ovest, e con lo stato della Pennsylvania ad est. La sua configurazione insolita è il risultato delle rivendicazioni di età rivoluzionaria della ex contea di Yohogania della Virginia, che sorgeva lungo il fiume Ohio, in conflitto con l'atto costitutivo della Colonia della Pennsylvania. Il conflitto terminò con un compromesso intorno al 1870.
Nel 2013 le sue due contee più settentrionali vennero incluse nell'area metropolitana di Pittsburgh dal censimento degli Stati Uniti.
La regione conta una popolazione totale di 132.295 persone secondo il censimento degli Stati Uniti d'America del 2010.

## Contee
Le seguenti contee, elencate da nord a sud, fanno parte del panhandle settentrionale:
- Hancock
- Brooke
- Ohio
- Marshall

Molti abitanti della Virginia Occidentale includono anche la contea di Wetzel, e talvolta la contea di Tyler, che si trovano direttamente a sud della contea di Marshall, come parte del panhandle settentrionale, anche se non sorgono strettamente all'interno dell'estensione settentrionale. Sin dall'ingresso nella federazione, queste contee hanno formato il cuore del 1º distretto congressionale della Virginia Occidentale.
Le contee settentrionali del panhandle settentrionale comprendono parte dell'area metropolitana di Weirton–Steubenville (WV-OH), come anche la parte occidentale della Grande Pittsburgh. Le contee meridionali sono parte dell'area metropolitana di Wheeling.

## Economia
Alla fine del XIX secolo il panhandle settentrionale si sviluppò come area industriale, specialmente nella manifattura dell'acciaio e del vetro. Ancora oggi mantiene il suo carattere industriale, anche se molte fabbriche sono state chiuse o hanno vissuto tempi duri come altre nella Rust Belt. La regione contiene anche il panhandle di Coalfield.
Le banche di queste contee sono affiliate alla banca federale di Cleveland, mentre il resto della Virginia Occidentale sono affiliate alla banca federale di Richmond.

## Istruzione
La regione ospita tre college, l'università pubblica di West Liberty, e le private Bethany College e università di Wheeling. Tutte le cinque contee citate, oltre a quella di Tyler, sono situate all'interno del bacino del West Virginia Northern Community College.